# Confessioneel Gereformeerd Beraad
De Vereniging Confessioneel Gereformeerd Beraad (kortweg: CGB) was een modalitaire organisatie binnen de Protestantse Kerk in Nederland (PKN). In 2020 is de vereniging samen met de Confessionele Vereniging opgegaan in de Confessionele Beweging.

## Geschiedenis
Het Confessioneel Gereformeerd Beraad begon in de zeventiger jaren van de 20e eeuw als een actiegroep die zich verzette tegen de groeiende invloed van de moderne theologie in de Gereformeerde Kerken in Nederland, zoals men dat tot uiting zag komen in geschriften van theologen als C. den Heyer en H.M. Kuitert. Voor 2004 was deze organisatie uitsluitend actief in de Gereformeerde Kerken in Nederland.
Om de kerkleden directer te betrekken werd de stichting in 1985 omgezet in een vereniging.
Na de vorming van de Protestantse Kerk in Nederland wilde ze nu in het geheel van deze kerken een bijdrage leveren tot opbouw en vernieuwing van de samenwerkende kerken. Men wilde hierbij laten zien dat het gereformeerd belijden zoals verwoord in de Drie Formulieren van Enigheid, ook vandaag nog actueel is. Men zag de Bijbel daarbij als het betrouwbare Woord van God en de enige bron voor de verkondiging en het belijden van de kerk.

## Samenwerking
Na een tijd van toenadering tot de Confessionele Vereniging zijn de twee verenigingen in 2020 samengegaan. De Confessionele Vereniging was voor de fusie tot de PKN al in de Nederlandse Hervormde Kerk werkzaam.
In bepaalde delen van Nederland werkte het Confessioneel Gereformeerd Beraad intensief samen met plaatselijke afdelingen van de Confessionele Vereniging, de Gereformeerde Bond en het Evangelisch Werkverband. Dit was onder meer het geval in de provincie Friesland, waar in het zogenaamde Vierbondenberaad vier modalitaire organisaties in een federatief verband samenwerkten.

## Uitgaven
Onder meer werd zes keer per jaar een theologisch magazine uitgegeven: 'Credo'.  

## Leden
Het CGB had ongeveer 1500 à 2000 leden. 